# Wahkon (Minnesota)
Wahkon est une ville américaine située dans le Comté de Mille Lacs, dans le Minnesota. Selon le recensement de 2010, sa population est de 206 habitants.

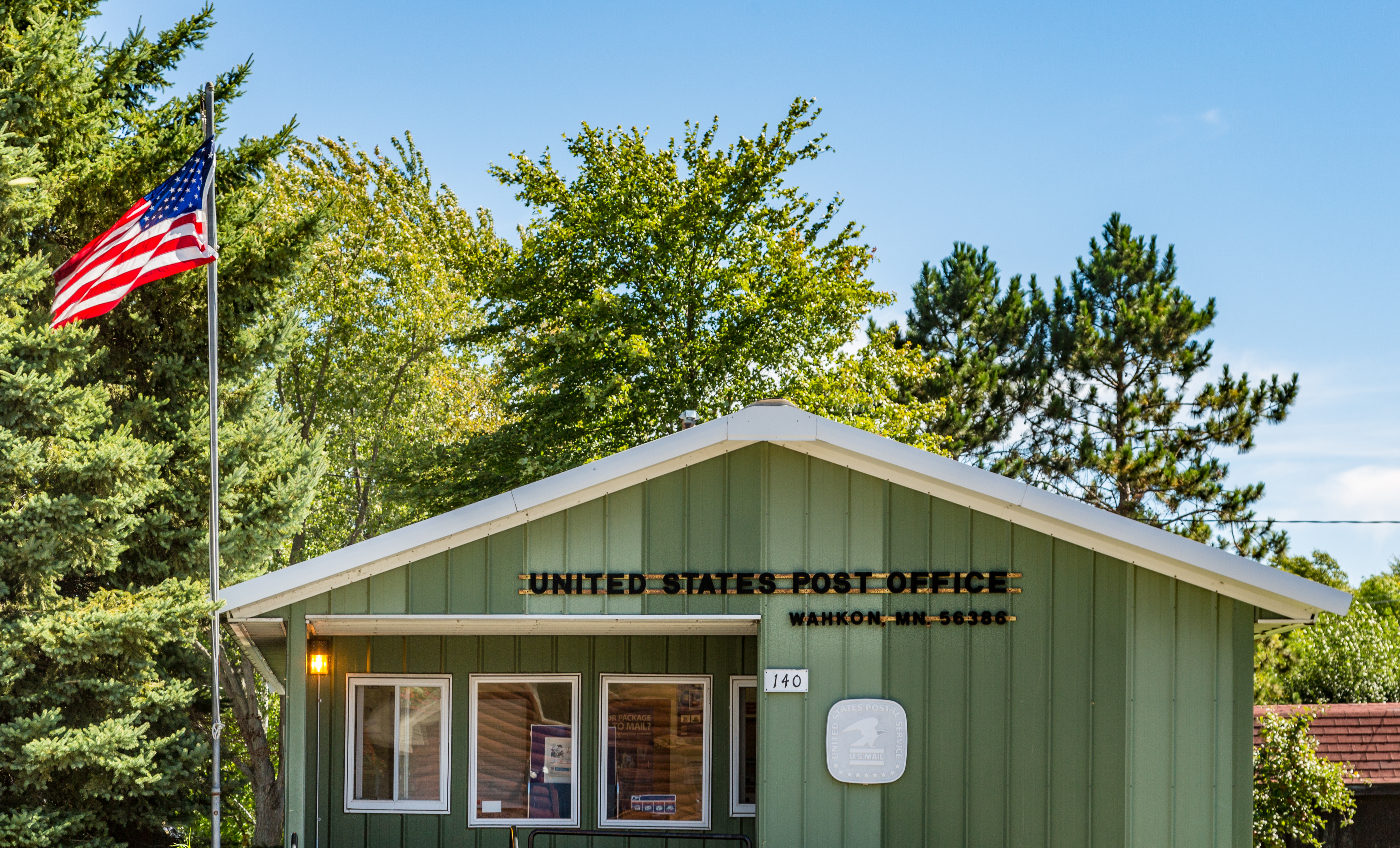
Bureau de poste